# چاووش ۴

جلد کاست چاووش ۴

چاووش ۴ نام آلبومی است از شهرام ناظری، با همکاری گروه شیدا و عارف، در ساخت این اثر، بزرگان موسیقی ایران مانند پرویز مشکاتیان و محمدرضا لطفی با ناظری همکاری کردند.

## توضیح اثر

### هنرمندان
- آواز: شهرام ناظری
- آهنگسازان: محمدرضا لطفی، پرویز مشکاتیان

#### همنوازان
- جمشید عندلیبی: نی
- ناصر فرهنگ فر: تنبک
- اردشیر کامکار: کمانچه
- علی‌اکبر شکارچی: کمانچه
- فرخ مظهری: بم تار
- حمید متبسم: تار
- ارشد طهماسبی: تار
- محمد فیروزی: بربط
- پرویز مشکاتیان: سنتور

### فهرست

#### روی الف
- تصنیف مرا عاشق
  - خواننده: شهرام ناظری
  - موسیقی: پرویز مشکاتیان
  - تکنوازان: پرویز مشکاتیان، علی‌اکبر شکارچی
  - شعر از مولوی و هوشنگ ابتهاج

#### روی ب
- ای پدر
  - موسیقی: محمدرضا لطفی
  - شعر از جواد آذر
- ای برادر
  - موسیقی: محمدرضا لطفی
  - شعر از مجتبی کاشانی
- ای حریفان
  - موسیقی: محمدرضا لطفی
  - شعر از سنایی
- ای ایران
  - موسیقی: محمدرضا لطفی
  - شعر از جواد آذر

## منبع
- تارنمای شهرام ناظری